# Бруно Платер
Бруно Йохан Платер (на немски: Bruno Johann Platter) е шестдесет и петият Велик магистър на Тевтонския орден.